# انگلیسی گلاسگویی
گویش گلاسگویی (به انگلیسی: Glasgow dialect) یکی از گویش‌های انگلیسی اسکاتلندی رایج در گلاسگو و شهرستان‌های مرتبط مانند لانارکشر، رنفروشر، دانبارتونشر و بخش‌هایی از ایرشر است. این گویش در افراد طبقه کارگر رایج‌تر است.